# PCI-X

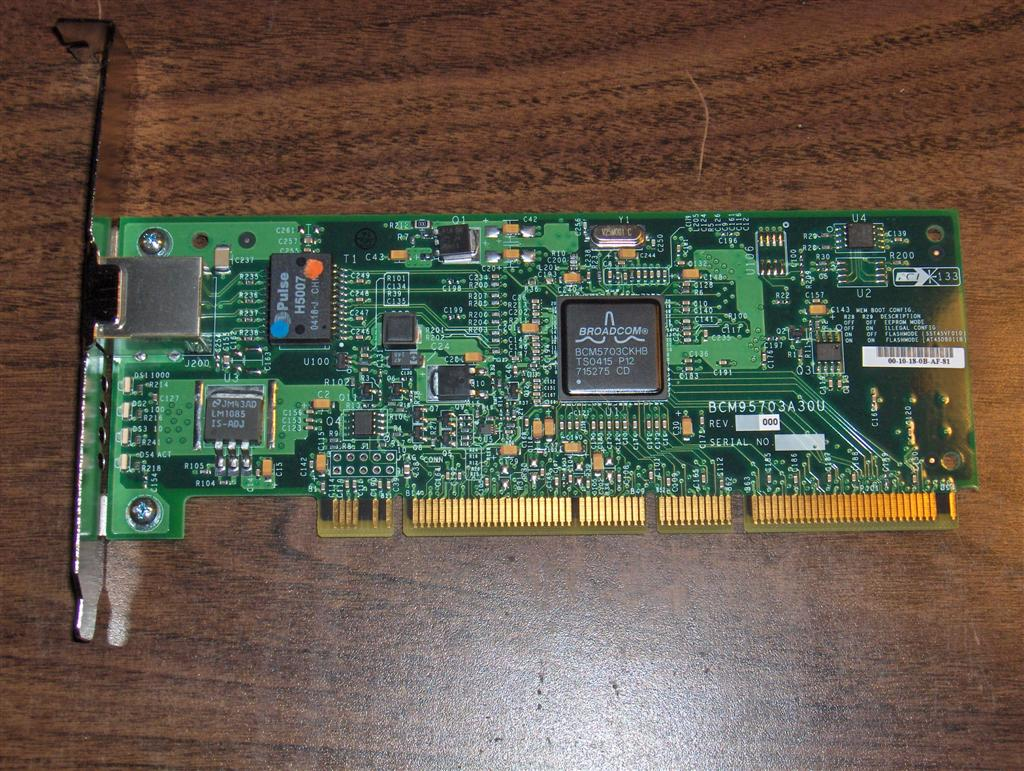
karta sieciowa na złącze PCI-X

PCI-X (ang. Peripheral Component Interconnect eXtended) – rozszerzenie standardu magistrali PCI, wykorzystywane najczęściej w konstrukcjach systemów serwerowych. 
Szyna danych tej magistrali oferuje transmisję danych rzędu 8 GB/s, czyli około 15 razy szybszą niż najszybsze PCI. Magistrala ta jest kompatybilna wstecznie z PCI (zarówno stare karty pasują do nowych gniazd, jak i nowe karty do starych gniazd), istotne jest tylko dopasowanie napięciowe, jednak zastosowanie kluczy w slotach uniemożliwia pomylenie kart 1,5 V i 3,3 V.
| wersja                              | PCI-X 1.0 | PCI-X 2.0   | PCI-X 3.0   |
| ----------------------------------- | --------- | ----------- | ----------- |
| rok wprowadzenia                    | 1999      | 2002        | 2003        |
| maksymalna szerokość szyny danych   | 64 bity   | 64 bity     | 64 bity     |
| maksymalna częstotliwość taktowania | 133,3 MHz | 533,3 MHz   | 1066,6 MHz  |
| maksymalna przepustowość            | 1066 MB/s | 4264 MB/s   | 7,95 GB/s   |
| napięcie                            | 3.3 V     | 3.3 V/1.5 V | 3.3 V/1.5 V |